# Лагуат (вілаєт)
Лагуат (араб. ولاية الأغواط‎‎) — вілаєт Алжиру. Адміністративний центр — м. Лагуат. Площа — 25 057 км². Населення — 477 328 осіб (2008).

## Географічне положення
На північному заході межує з вілаєтом Тіарет, на півночі та сході — з вілаєтом Джельфа, на півдні — з вілаєтом Гардая, на заході — з вілаєтом Ель-Баяд.

## Адміністративний поділ
Поділяється на 10 округів та 24 муніципалітети.
| Алжир | Це незавершена стаття з географії Алжиру. Ви можете допомогти проєкту, виправивши або дописавши її. |